# Mientes (canción de Camila)
«Mientes» es una canción del grupo de pop rock mexicano Camila que se desprende de su segundo álbum de estudio Dejarte de amar (2010). Fue lanzada oficialmente en noviembre del 2009 como el primer sencillo del álbum.
La canción recibió dos Premios Grammy Latinos por Canción del Año y Grabación del Año.

## Desempeño comercial
La canción alcanzó el puesto número cuatro en Hot Latin Tracks, el número uno en Top Latin Pop Songs y el número 21 en Tropical Songs, convirtiéndose en su sencillo más exitoso hasta la fecha en las listas de Billboard de EE. UU. La canción también encabezó el Mexican Airplay Chart y alcanzó el puesto número 11 en el Spanish Singles Chart, donde fue certificado Oro, más de 20.000 copias, el 15 de marzo de 2014.

## Vídeo musical
El video musical fue dirigido por Ricardo Calderón y filmado en la colonia San Rafael en Ciudad de México. El video presenta al grupo interpretando el tema y en paralelo la historia de una pareja que vive malentendidos, decepciones y mentiras que llevan a la pérdida . Un set de infidelidades e indiferencias entre una modelo y una estrella de rock.

## Premios y nominaciones
| Año  | Ceremonia                  | Categoría             | Resultado |
| ---- | -------------------------- | --------------------- | --------- |
| 2010 | Latin Grammy               | Grabación del año     | Ganadora  |
| 2010 | Latin Grammy               | Mejor Canción del Año | Ganadora  |
| 2010 | Los Premios 40 Principales | Canción del año       | Ganadora  |

## Posicionamiento en listas
| Listas (2009–2010)                  | Mejor posición |
| ----------------------------------- | -------------- |
| Mexico Top General (Monitor Latino) | 1              |
| España (Top 100 Canciones)          | 11             |
| Spain Airplay Chart                 | 8              |
| Estados Unidos (Hot Latin Songs)    | 4              |
| Estados Unidos (Latin Pop Airplay)  | 1              |
| Estados Unidos (Tropical Airplay)   | 21             |

| Lista (2010)                   | Posición |
| ------------------------------ | -------- |
| US Hot Latin Songs (Billboard) | 15       |

## Historial de lanzamiento
| Región         | Fecha                   | Formato               | Discográfica |
| -------------- | ----------------------- | --------------------- | ------------ |
| México         | 16 de noviembre de 2009 | Lanzamiento en radios | Sony         |
| Estados Unidos | 17 de noviembre de 2009 | Descarga digital      | Sony         |